# Сава II Бранковић
Свети Сава II Бранковић, познат и као Сава Ердељски је био митрополит ердељски у периоду од 1656—1680. године, са седиштем у Ђули.

## Биографија
Родио се око 1620. (1615?) године у околини Арада. Његово крштено име било је Симеон. Био је син Срба, угарских племића Јована и Марије Бранковић из Јенопоља. Пре него је изабран за митрополита био је протојереј јенопољаски. Као удовац замонашио се Симеон и добио монашко име Сава. Стриц му је био познати српски митрополит Лонгин Коренић Бранковић, а брат гроф Ђорђе Бранковић, несуђени деспот српски, познати историограф и дипломата.
Подвизавао се у младости у манастиру Комана (Хоман), где је уз стрица Лонгина, стекао додатно образовање. Након смрти оца, браће и сестре вратио се у Јенопоље где се оженио и засновао породицу. По смрти рођака Георгија Бранковића јенопољског пароха, био на тражење народа рукоположен за свештеника у Трговишту. По повратку из Трговишта и манастира Комана, задесила га је још једна несрећа; раније су му умрла деца, а сада и супруга. Као удовац протопоп служио је више година у Јенопољу, сав окренут духовном животу.
Крајем 1656. године изабран је за митрополита ердељског. Столовао је затим као духовни пастир у Алба Јулији. Потврдио га је у том звању као "епископа свих Грка, Срба и Влаха" кнез ердељски Ђорђе II Ракоци. Рукоположен је за митрополита у Трговишту, на Крстовдан 1656. године. Био је услед непријатељства калвиниста 1659-1661. године смењен са мотрополијске столице. Тек априла 1662. године добио је потврђење од новог кнеза Трансилваније, Михаила Апафија. Период до 1680. године испуњен је сталним трвењем јер је одбијао да сарашује са  кнезовима и другим личностима који су прешли у калвинизам. Морао је Сава 1668. године да оде у Русију, где је тражио подршку и помоћ од руског цара Алексеја Романова. По повратку из Москве кнез трансилванијски Михаил му је као митрополиту поставио ограничења.
Заслужан је митрополит Сава за Румуне, јер је издао 1675. године синодијалну заповест да свештеници у Ердељу одбаце српски (словенски) језик и почну служити на влашком језику. По Пешти Фриђешу мађарском историчару, још тада се код Румуна јавила намера да се одвоје од православних Срба.
Истакао се Сава у одбрани православне вере и цркве од Калвиниста, због чега је много страдао. Тамновао је у аустријском затвору од 1680. године. Пуштен је тек на заузимање влашког кнеза Шербана. Убрзо по изласку из тамнице 1681. године је умро априла 1683. године од претрпљених мука.
Славе га православци Срби и Румуни. Православна црква спомиње светог Саву Ердељског 24. априла по јулијанском календару или 7. маја по новом календару.
Напомена: Овај чланак, или један његов део, изворно је преузет из Охридског пролога Николаја Велимировића.